# Bubacarr Jobe
Bubacarr Jobe (ur. 21 listopada 1994 w Bandżulu) – gambijski piłkarz grający na pozycji prawego pomocnika. Od 2021 jest zawodnikiem klubu Norrby IF.

## Kariera piłkarska
Swoją piłkarską karierę Jobe rozpoczął w Stanach Zjednoczonych w klubach: Texas Rush (2011-2013) i Force Academy (2013-2014). W 2014 roku grał w Austin Aztex, a w 2015 roku został zawodnikiem rezerw Toronto FC, w których zadebiutował 15 sierpnia 2015 w wygranym 2:1 domowym meczu z Richmond Kickers.
Na początku 2017 roku Jobe został wypożyczony do szwedzkiego Skövde AIK grającego w Division 1. Swój debiut w nim zaliczył 15 kwietnia 2017 w zwycięskim 1:0 wyjazdowym meczu z FC Rosengård 1917. Grał w nim przez rok.
Na początku 2018 roku Jobe przeszedł do Mjällby AIF. Swój debiut w nim zanotował 8 kwietnia 2018 w zremisowanym 0:0 wyjazdowym meczu z Husqvarną FF. W sezonie 2018 awansował z Mjällby do Superettan, a w 2019 do Allsvenskan.
W marcu 2020 Jobe został wypożyczony do Örgryte IS, w którym zadebiutował 17 czerwca 2020 w zwycięskim 3:2 wyjazdowym meczu z Ljungskile SK. W Örgryte spędził rok.
Na początku 2021 Jobe został zawodnikiem Norrby IF. Swój debiut w nim zaliczył 11 kwietnia 2021 w przegranym 1:2 wyjazdowym spotkaniu z Trelleborgiem.
| Sezon | Klub          | Kraj              | Rozgrywki              | Mecze | Gole |
| ----- | ------------- | ----------------- | ---------------------- | ----- | ---- |
| 2014  | Austin Aztex  | Stany Zjednoczone | PDL Mid-South Division | 12    | 7    |
| 2015  | Toronto FC II | Kanada            | USL Championship       | 5     | 0    |
| 2016  | Toronto FC II | Kanada            | USL Championship       | 13    | 1    |
| 2017  | Skövde AIK    | Szwecja           | Division 1             | 24    | 5    |
| 2018  | Mjällby AIF   | Szwecja           | Division 1             | 28    | 16   |
| 2019  | Mjällby AIF   | Szwecja           | Superettan             | 28    | 10   |
| 2020  | Örgryte IS    | Szwecja           | Superettan             | 19    | 5    |
| 2021  | Norrby IF     | Szwecja           | Allsvenskan            | 23    | 5    |

## Kariera reprezentacyjna
W reprezentacji Gambii Jobe zadebiutował 17 listopada 2018 w wygranym 3:1 meczu kwalifikacji do Pucharu Narodów Afryki 2019 z Beninem, rozegranym w Bakau i w debiucie strzelił gola. W 2022 roku został powołany do kadry na Puchar Narodów Afryki 2021. Rozegrał na nim dwa mecze: grupowy z Tunezją (1:0) oraz ćwierćfinałowy z Kamerunem (0:2).